# Atractus alytogrammus
Atractus alytogrammus — вид змій родини полозових (Colubridae). Ендемік Колумбії. Описаний у 2014 році.

## Поширення і екологія
Atractus alytogrammus відомі з типової місцевості, розташованої серед скель Серранія-де-Ла-Ліндоса, на півдні муніципалітету Сан-Хосе-дель-Ґуав'яре в колумбійському департаменті Ґуав'яре.